# Coupe d'Asie des clubs champions 1999-2000
Navigation
Édition précédente Édition suivante
La Coupe d'Asie des clubs champions 1999-2000 voit le sacre du club saoudien d'Al-Hilal FC qui bat les tenants du titre japonais de Júbilo Iwata en finale à Riyad. C'est le second titre en Coupe d'Asie pour le club d'Arabie saoudite.

## Premier tour

### Asie de l'Ouest
| Équipe 1            | Résultat | Équipe 2            | Aller | Retour |
| ------------------- | -------- | ------------------- | ----- | ------ |
| FC Irtysh Pavlodar  | 9 - 5    | Pakhtakor Tachkent  | 7 - 0 | 2 - 5  |
| Varzob Douchanbé    | 5 - 1    | Dinamo Bichkek      | 4 - 0 | 1 - 1  |
| Al-Wahda            | 3 - 3e   | Sadd Sports Club    | 2 - 2 | 1 - 1  |
| forfait Al-Qadisiya | -        | Al Wehda Club Sanaa | -     | -      |

### Asie de l'Est
| Équipe 1                    | Résultat | Équipe 2                | Aller | Retour |
| --------------------------- | -------- | ----------------------- | ----- | ------ |
| Mohun Bagan                 | 2 - 1    | Muktijoddha Sangsad KS  | 2 - 1 | 0 - 0  |
| Grupo Desportivo de Lam Pak | 1 - 9    | Sinthana FC             | 0 - 2 | 1 - 7  |
| PSIS Semarang               | 4 - 9    | Suwon Samsung Bluewings | 2 - 3 | 2 - 6  |
| Singapore Armed Forces FC   | 11 - 3   | Royal Dolphins          | 8 - 1 | 3 - 2  |
| forfait Dalian Wanda        | -        | Kashima Antlers         | -     | -      |
| forfait Happy Valley        | -        | The Cong                | -     | -      |
| Club Valencia               | -        | Nabil Three Star Club   | -     | -      |

## Huitièmes de finale

### Asie de l'Ouest
| Équipe 1           | Résultat | Équipe 2            | Aller | Retour |
| ------------------ | -------- | ------------------- | ----- | ------ |
| Persepolis FC      | 3 - 0    | Al-Ansar            | 3 - 0 | 0 - 0  |
| Al-Shorta          | 5 - 0    | Al Wehda Club Sanaa | 5 - 0 | 0 - 0  |
| Sadd Sports Club   | 1 - 3    | Al-Hilal FC         | 0 - 1 | 1 - 2  |
| FC Irtych Pavlodar | 5 - 0    | Varzob Douchanbé    | 4 - 0 | 1 - 0  |

### Asie de l'Est
| Équipe 1                  | Résultat | Équipe 2                | Aller  | Retour |
| ------------------------- | -------- | ----------------------- | ------ | ------ |
| Júbilo Iwata (T)          | 8 - 0    | Mohun Bagan             | 8 - 0  | -      |
| Singapore Armed Forces FC | 2 - 3    | Sinthana FC             | 1 - 1  | 1 - 2  |
| Club Valencia             | 0 - 16   | Kashima Antlers         | Annulé | 0 - 16 |
| The Cong                  | 1 - 7    | Suwon Samsung Bluewings | 1 - 1  | 0 - 6  |

## Quarts de finale
Les 8 équipes qualifiées sont réparties en 2 poules géographiques de 4 équipes qui s'affrontent une fois. Les deux premiers de chaque poule se qualifient pour les demi-finales.

### Asie de l'Ouest
- Matchs disputés à Riyad, en Arabie saoudite

| Rang | Équipe             | Pts | J | G | N | P | Bp | Bc | Diff |  | Résultats (▼ dom., ► ext.) |  |     |     |     |
| ---- | ------------------ | --- | - | - | - | - | -- | -- | ---- |  | -------------------------- |  | --- | --- | --- |
| 1    | Al-Hilal FC        | 7   | 3 | 2 | 1 | 0 | 3  | 0  | +3   |  | Al-Hilal FC                |  | 0-0 | 1-0 | 2-0 |
| 2    | Persepolis FC      | 5   | 3 | 1 | 2 | 0 | 1  | 0  | +1   |  | Persepolis FC              |  |     | 0-0 | 1-0 |
| 3    | Al-Shorta          | 4   | 3 | 1 | 1 | 1 | 3  | 3  | 0    |  | Al-Shorta                  |  |     |     | 3-2 |
| 4    | FC Irtych Pavlodar | 0   | 3 | 0 | 0 | 3 | 2  | 6  | -4   |  | FC Irtych Pavlodar         |  |     |     |     |

### Asie de l'Est
- Matchs disputés à Kagoshima, au Japon

| Rang | Équipe                  | Pts | J | G | N | P | Bp | Bc | Diff |  | Résultats (▼ dom., ► ext.) |  |     |     |     |
| ---- | ----------------------- | --- | - | - | - | - | -- | -- | ---- |  | -------------------------- |  | --- | --- | --- |
| 1    | Júbilo Iwata            | 9   | 3 | 3 | 0 | 0 | 4  | 0  | +4   |  | Júbilo Iwata               |  | 1-0 | 1-0 | 2-0 |
| 2    | Suwon Samsung Bluewings | 4   | 3 | 1 | 1 | 1 | 5  | 2  | +3   |  | Suwon Samsung Bluewings    |  |     | 1-1 | 4-0 |
| 3    | Kashima Antlers         | 4   | 3 | 1 | 1 | 1 | 4  | 2  | +2   |  | Kashima Antlers            |  |     |     | 3-0 |
| 4    | Sinthana FC             | 0   | 3 | 0 | 0 | 3 | 0  | 9  | -9   |  | Sinthana FC                |  |     |     |     |

## Tableau final
- Toutes les rencontres sont disputées au Stade international du Roi Fahd, de Riyad.

|  | Demi-finales            | Demi-finales |                        |   | Finale | Finale |
|  | Demi-finales            | Demi-finales |                        |   | Finale | Finale |
|  |                         |              |                        |   |        |        |
|  |                         |              |                        |   |        |        |
|  |                         |              |                        |   |        |        |
|  | Al-Hilal FC             | 1            |                        |   |        |        |
|  | Al-Hilal FC             | 1            |                        |   |        |        |
|  | Suwon Samsung Bluewings | 0            |                        |   |        |        |
|  | Suwon Samsung Bluewings | 0            | Al-Hilal FC ap         | 3 |        |        |
|  |                         |              | Al-Hilal FC ap         | 3 |        |        |
|  |                         | Júbilo Iwata | 2                      |   |        |        |
|  | Júbilo Iwata            | Júbilo Iwata | 2                      | 2 |        |        |
|  | Júbilo Iwata            |              |                        | 2 |        |        |
|  | Persepolis FC           | 0            |                        |   |        |        |
|  | Persepolis FC           | 0            | Match pour la 3e place |   |        |        |
|  |                         |              |                        |   |        |        |
|  |                         |              |                        |   |        |        |
|  |                         |              |                        |   |        |        |
|  | Persepolis FC           | 1            |                        |   |        |        |
|  | Persepolis FC           | 1            |                        |   |        |        |
|  | Suwon Samsung Bluewings | 0            |                        |   |        |        |
|  | Suwon Samsung Bluewings | 0            |                        |   |        |        |